# Phantom (série télévisée)
Pour les articles homonymes, voir Phantom.
Yuryeong (hangeul : 유령 ; RR : Yuryeong ; également connu sous le titre Phantom ou Ghost) est une série télévisée sud-coréenne diffusée en 2012 sur SBS en Corée du Sud,.

## Synopsis
Kim Woo-hyun est le seul fils d'un officier de police de premier plan. Déterminé à faire sa propre marque, il brise par l'académie de police. Le long du chemin, il accumule récompenses, sommet des honneurs de la classe, beaucoup d'éloges et peut-être l'envie de ses collègues,.

## Distribution

### Acteurs principaux
- So Ji-sub : Kim Woo-hyun / Park Gi-young
- Lee Yeon-hee : Yoo Kang-mi
- Uhm Ki-joon : Jo Hyun-min
- Kwak Do-won : Kwon Hyuk-joo
- Song Ha-yoon : Choi Seung-yeon
- Kwon Hae-hyo : Han Young-seok
- G.O : Lee Tae-kyun
- Im Ji-kyu : Byun Sang-woo
- Baek Seung-hyun : Kang Eun-jin
- Bae Min-hee : Lee Hye-ram

### Acteurs secondaires
- Choi Jung-woo : Shin Kyung-soo
- Jang Hyun-sung : Jeon Jae-wook
- Yoon Ji-hye : Goo Yeon-joo
- Jung Dong-hwan : Kim Seok-joon
- Lee Tae-woo : Kim Seon-woo
- Jung Moon-sung : Yeom Jae-hee
- Myung Gye-nam : Jo Kyung-shin
- Lee Jae-yoon : Jo Jae-min
- Park Ji-il : Moon
- Lee Ki-young : Im Chi-hyun
- Lee Won-geun : Kwon Do-hyung

### Acteurs invités
- Choi Daniel : Park Gi-young / Hades (épisodes 1, 2 et 6)
- Esom : Shin Hyo-jung (épisode 1)
- Kim Sung-oh : Shin Hyo-jung's fan (épisode 1)
- Lee Joon : passant (épisode 1)
- Jung Da-hye : Jung So-eun (épisode 3)
- Kang Sung-min : Yang Seung-jae (épisodes 3 et 4)
- Kwak Ji-min : Kwon Eun-sol (épisode 7)
- Han Bo-bae : Kwak Ji-soo (épisodes 7 et 8)
- Ha Seung-ri : Jung Mi-young (épisodes 7 et 8)
- Kim Min-ha : Kim Hee-eun
- Jin Kyung : Oh Yeon-sook
- Jung Myung-joon : animateur de télévision
- Jang Hang-joon : propriétaire de l'immeuble
- Jeon In-taek : Jo Kyung-moon
- Kwon Tae-won : Nam Sang-won

## Reception
| Numéro de l'épisode | Date de diffusion | Part d'audience moyenne | Part d'audience moyenne     | Part d'audience moyenne | Part d'audience moyenne     |
| Numéro de l'épisode | Date de diffusion | TNmS                    | TNmS                        | AGB Nielsen             | AGB Nielsen                 |
| Numéro de l'épisode | Date de diffusion | Tout le pays            | Région de la capitale Séoul | Tout le pays            | Région de la capitale Séoul |
| ------------------- | ----------------- | ----------------------- | --------------------------- | ----------------------- | --------------------------- |
| 1                   | 30 mai 2012       | 10.7%                   | 13.4%                       | 7.6%                    | 8.6%                        |
| 2                   | 31 mai 2012       | 12,1 %                  | 14,5 %                      | 8,9 %                   | 9,9 %                       |
| 3                   | 6 juin 2012       | 13,0 %                  | 17,7 %                      | 11,4 %                  | 13,3 %                      |
| 4                   | 7 juin 2012       | 14,2 %                  | 17,3 %                      | 11,8 %                  | 12,3 %                      |
| 5                   | 13 juin 2012      | 11,9 %                  | 15,3 %                      | 10,6 %                  | 11,9 %                      |
| 6                   | 14 juin 2012      | 13,1 %                  | 16,0 %                      | 12,2 %                  | 13,7 %                      |
| 7                   | 20 juin 2012      | 12,7 %                  | 14,9 %                      | 10,8 %                  | 11,8 %                      |
| 8                   | 21 juin 2012      | 14,1 %                  | 17,0 %                      | 11,2 %                  | 12,6 %                      |
| 9                   | 27 juin 2012      | 13,1 %                  | 15,8 %                      | 11,1 %                  | 11,6 %                      |
| 10                  | 28 juin 2012      | 13,5 %                  | 17,0 %                      | 11,0 %                  | 12,0 %                      |
| 11                  | 4 juillet 2012    | 14,1 %                  | 17,1 %                      | 11,4 %                  | 12,0 %                      |
| 12                  | 5 juillet 2012    | 15,6 %                  | 17,9 %                      | 13,8 %                  | 15,0 %                      |
| 13                  | 11 juillet 2012   | 15,7 %                  | 19,6 %                      | 13,3 %                  | 14,3 %                      |
| 14                  | 12 juillet 2012   | 17.0%                   | 20.4%                       | 14,2 %                  | 15,7 %                      |
| 15                  | 18 juillet 2012   | 15,3 %                  | 18,3 %                      | 13,4 %                  | 14,9 %                      |
| 16                  | 19 juillet 2012   | 16,0 %                  | 19,8 %                      | 13,9 %                  | 15,4 %                      |
| 17                  | 25 juillet 2012   | 14,5 %                  | 16,9 %                      | 13,3 %                  | 15,0 %                      |
| 18                  | 26 juillet 2012   | 16,5 %                  | 19,4 %                      | 15.3%                   | 16.0%                       |
| 19                  | 8 août 2012       | 13,3 %                  | 16,5 %                      | 12,9 %                  | 14,3 %                      |
| 20                  | 9 août 2012       | 13,7 %                  | 16,4 %                      | 12,2 %                  | 12,8 %                      |
| Moyenne             | Moyenne           | 14,0 %                  | 17,0 %                      | 12,0 %                  | 13,2 %                      |

## Bande-originale
1. "유령(같이 사랑했잖아) - Title" (Phantom (We Used to Love)) - MBLAQ - 4:00
2. "그리워 운다" (I Miss You So I Cry) - Shin Bora - 4:14
3. "그리워서 눈물나서" (Tears Fall Because I Miss You) - Lee Soo-young - 4:05
4. "Burn Out" - Block B - 3:47
5. "어떻게" (How) - Lee Ki-chan - 4:15
6. "GHOST" - 1:29
7. "Save You" - 2:40
8. "Goodbye, My Face" - 2:50
9. "Mysterious Man" - 2:10
10. "Steganography" - 2:10
11. "New Life" - 3:12
12. "Beautiful Agony" - 2:26
13. "Stuxnet" - 1:49
14. "Slow Walking" - 1:00
15. "Black Out" - 1:32
16. "유령(같이 사랑했잖아) (Inst.)" (Phantom (We Used to Love) (Inst.)) - 4:00
17. "Burn Out (Inst.)" - 3:47

## Prix et nominations
| Année | Prix               | Catégorie                                                         | Destinataire   | Résultat   |
| ----- | ------------------ | ----------------------------------------------------------------- | -------------- | ---------- |
| 2012  | Korea Drama Awards | Prix d'excellence, acteur                                         | Kwak Do-won    | Lauréat    |
| 2012  | SBS Drama Awards   | Top 10 Stars                                                      | So Ji-sub      | Lauréat    |
| 2012  | SBS Drama Awards   | Prix d'interprétation particulière, acteur dans un drame spécial  | Kwak Do-won    | Lauréat    |
| 2012  | SBS Drama Awards   | Prix d'interprétation particulière, acteur dans un drame spécial  | Jang Hyun-sung | Nomination |
| 2012  | SBS Drama Awards   | Prix d'interprétation particulière, actrice dans un drame spécial | Song Ha-yoon   | Nomination |
| 2012  | SBS Drama Awards   | Prix d'excellence, acteur dans un drame spécial                   | Uhm Ki-joon    | Nomination |
| 2012  | SBS Drama Awards   | Prix d'excellence, actrice dans un drame spécial                  | Lee Yeon-hee   | Nomination |
| 2012  | SBS Drama Awards   | Prix d'excellence en haut, acteur dans un drame spécial           | So Ji-sub      | Lauréat    |